# Bonchidai népzene
Az 1970-es évekre Bonchidán és környékén a hagyományos közösségi élet megszűnt, a zenekarok felbomlottak, a hagyományos táncok és tánczenék használata véglegesen kiszorult a napi életből. A hangfelvételeken hallható zenészek mára már meghaltak, a fiatalabbak alig ismerik ezt a repertoárt, ezért a hangszeres zenei gyűjtés Bonchidán befejezettnek tekinthető.

## A táncról
A magyar táncpár:
Férfitáncok: Ritka magyar és Sűrű magyar
Páros táncok: Lassú csárdás és Gyorscsárdás (sűrű csárdás)
Román táncpár:
Férfitáncok: Bărbunc (verbunk) és Fecioreste des (sűrű magyar)
Páros táncok: Țiganeste rar (lassú csárdás), Învârtita (forgatós) és Țiganeste iute (sűrű csárdás)

## Muzsikusok Bonchidán
Több zenészcsalád élt itt: a legismerrtebb a Bonc család, a Pusztaiak, valamint Kolbász Béla és családja. A bonchidai zenéhez hasonlót játszottak Kendilónán és Nagyiklódon is. A bonchiaiak főleg az ún. jobbágyfalvakban: Bonchidán, Válaszúton, Kendilónán, Kolozsborsán, valamint a kisnemesi falvakban: többek közt Alsótőkön, Nagyiklódon, Kérőben, Esztényben, Szarvaskenden muzsikáltak.
Az 1970-es évekre Bonchidán és környékén a hagyományos közösségi élet megszűnt, a zenekarok felbomlottak, a hagyományos táncok és tánczenék használata véglegesen kiszorult a napi életből. A hangfelvételeken hallható zenészek mára már meghaltak, a fiatalabbak alig ismerik ezt a repertoárt, ezért a hangszeres zenei gyűjtés Bonchidán befejezettnek tekinthető.

## A zenészek
A zenekar összetétele általában a következő volt: hegedű, brácsa, bőgő. A cimbalom a nagyobb bálokban emelte a mulatság rangját, de egyszerű táncalkalmakkor ritkán használták. Néha két prímás is muzsikált együtt, de ez nem volt jellemző. A nagybőgő általában háromhúros. A bonchidai zenekar hangzásában különbözik a többi mezőségi és kalotaszegi zenekaroktól. Ez több okból adódik:
- a cimbalom jelenléte és használatának módja a zenekarban. Akkordikus és ritmikai töltő szerepe van, a hangzást dúsítja. Dallamot vagy dallamrészletet csak ritkán játszik
- a brácsa és a cimbalom által játszott harmóniák - az uralkodó dúros hangzás mellett - a dallamokhoz jobban simuló dúrszeptim, moll és szűkített akkordokat is tartalmaznak. (mindez a hatvanas évekre vonatkozik)
- általában a zenekar hangzásában sokkal több klasszikus zenei hatás érződik, mint a környező falvak zenekarainak játékában.

Prímások: Pusztai Sándor „Szilaj” (sz. 1895), id. Kolbász Béla (sz. 1910), Pusztai Endre (sz. 1921), Bonc István „Puci” (1926), ifj. Kolbász Béla (sz. 1939)
Cimbalmosok: Cankó Károly (sz. 1897)
Brácsások: Kalló János (sz. 1913), Ádám József (1920), Ferenczi Sándor (1928)
Bőgősök: Berki Ferenc (sz. 1916), Lakatos Károly (1927)

## Publikált hangfelvételek és videók
- Észak-mezőségi magyar népzene I. - Bonchida és Válaszút. Hungaroton, LPX 18107
- Martin György gyűjtéséből: Bonchida 2. (1969)